# Cá lầm bụng dẹp
Cá lầm bụng dẹp, tên khoa học Dussumieria acuta, là một loài cá trong họ Clupeidae. Chúng được tìm thấy ở vịnh Ba Tư, (về phía nam có lẽ tới Somali), men theo bờ biển Pakistan, Ấn Độ tới Malaysia, Indonesia và Philippines.